# Završje Netretićko
Završje Netretićko (u prošlosti nazivano i Zavrha) je naselje u Republici Hrvatskoj, u sastavu Općine Netretić, Karlovačka županija. Naselje je središte rimokatoličke župe Uzvišenja Svetog Križa.

## Povijest
Karlovački povjesničar iz 19. stoljeća Radoslav Lopašić u svom djelu Oko Kupe i Korane donosi pregled hrvatskih slobodnih plemenskih općina na području goričke županije.  Za kraj oko rijeke Dobre kaže kako tamo već u srednjem vijeku nalazimo slobodnu općinu zadobarsku, oštrovršku, stativsku, završku i tomašničku te kaže da su već u 16. stoljeću ove općine spadale pod grad Ozalj. 
Ozljem i okolicom kao i velikim dijelom Hrvatske tada vladaju ugledne hrvatske plemićke obitelji knezova Zrinskih i Frankopana. Na čelu općinama je stajao sudac, kod nekih nazivan rihtarom, dok je u Zadoborju kao i u Draganiću nazivan starim hrvatskim imenom župan. Ove su slobodne plemenske općine imale svoje običaje i uredbe, bile su vrlo samostalne i neovisne, radnje koje su imale obavljati bile su namijenjene općem dobru, a poglavito obrani od neprijatelja. No to se s vremenom sve više mijenjalo.
Sve ove plemenske općine u području grada Ozlja su tijekom 16. stoljeća izgubile svoju slobodu i nezavisnost, a slobodni žitelji su većinom postali kmetovi. Tome je posebno pogodovalo što su Zrinski i Frankopani počeli dijeliti dijelove ogromnog ozaljskog vlastelinstva svojim miljenicima i odanim vazalima.
Godine 1453. uvedoše po nalogu bana Fridrika Celjskoga, Petar, Andrija i Gjurko Barilovići od Gorice, kao povjerenici banovi, sinove Fabijana Doljanskoga, kaštelana ozaljskoga i plemića gackoga, Jurja, Ivana, Bartola i Šimuna u dobro Tomašnicu na Dobri dok su svjedoci bili plemići Ivan Grdanec od Tomašnice, Martin Pertatić od Stativa, pa Martin Dionižev i Urban sin Blagoje od Stativa, Grdoc od Zavrha (Sv. Križa – Završja) i napokon Martin od Pišćetaka. 

## Župa Uzvišenja Svetog Križa
Župa Uzvišenja Svetog Križa u Završju (Zavrhi) Netretićkom spominje se 1334. godine u statutu biskupije zagrebačke nadđakona goričkog Ivana kao jedna od župa podgorskog kotara goričkog arhiđakonata. 
U Završju se nalazi stari župni dvor (farof) uz kojeg se nalazi drevna kapelica Svetog Josipa uz koju je nekada bilo groblje. Velika župna crkva Uzvišenja Svetog Križa te župno groblje se nalazi na vrh završkog brda koje je jedna od najviših kota u tom dijelu Karlovačke županije. U Završju se također nalazi stara zgrada osnovne škole čiji je rad bio tijesno vezan s radom župe, no ona danas služi samo potrebama Mjesnog odbora Završje dok učenici idu u školu u Netretić.
Župa Svetog Križa obuhvaća veći dio općine Netretić, dio područja grada Ozlja (naselja Tomašnica i Grdun) te dio područja grada Karlovca (naselja Zadobarje i Gornje Stative). Uz župnu crkvu Sv. Križa i kapelicu Sv. Josipa u Završju, svetokriškoj župi pripada još i kapelica Sv. Antuna Pustinjaka u Zadobarju s mjesnim grobljem, Sv. Marka u Gornjim Stativama s mjesnim grobljem, Sv. Nikole u Velikom Modruš Potoku te Sv. Jurja u Brajakovom Brdu. Na području župe još postoje manje kapelice Bl. Dj. Marije u Grdunu i Gospe Fatimske u Završju, niz manjih raspela i kipova te nekoliko spomen obilježja palim hrvatskim braniteljima (u Tomašnici, Zadobarju, Brajakovom Brdu).
Župa Sv. Križa - Završje Netretićko poznata je po tome što se u njoj dugo održalo glagoljaštvo i glagoljsko hrvatsko pismo, a vizita župe 1686. godine kaže da u župi nema latinskog misala, već samo glagoljski. O očuvanosti glagoljske tradicije u tom kraju govore i nedavno otkrivene bogate freske i glagoljski natpisi u kapeli Sv. Antuna Pustinjaka u Zadobarju čiji je najstariji dio sagrađen još u srednjem vijeku. Bogate glagoljske freske su također pronađene u susjednoj crkvi Bl. Dj. Marije u Novigradu na Dobri. Na glagoljici su bili pisani i spisi i pečati plemenskih općina i sučija.
Jedan od kapelana župe je bio Andrija Opica Palmović (1847. – 1882.), (kapelan od rujna 1875. do prosinca 1876.), hrvatski "najveći lirski pjesnik onoga vremena", kako je napisao Branko Vodnik.
Jedan od poznatijih župnika u 20. stoljeću je bio Juraj Jezerinac, bivši vojni ordinarij OS RH.
Svetokriška župa je također poznata kao župa u kojoj se još uvijek poštuju drevni, tradicionalni katolički i narodni običaji. Svaka kapelica proštenjima i pučkim svetkovinama slavi svoje zaštitnike. Župa i vjerski život toga kraja ima još niz drugih specifičnosti koji ju vežu uz drevnu starohrvatsku narodnu i katoličku tradiciju. Zbog očuvanosti prirode i smještaja središta župe u skladnom i umirujućem prirodnom okruženju župa je kao stvorena za razne duhovne obnove, susrete mladih i raznih molitvenih zajednica.

## Stanovništvo
Prema popisu stanovništva iz 2001. godine, naselje je imalo 104 stanovnika te 38 obiteljskih kućanstava.
Završje je kao i cijeli netretićki kraj krajem 19. te tokom 20. stoljeća, a ponajviše nakon Drugog svjetskog rata rata obilježilo iseljavanje i izrazita depopulacija.
| broj stanovnika | 246   | 257   | 239   | 254   | 284   | 235   | 239   | 281   | 295   | 283   | 249   | 203   | 142   | 129   | 104   | 77    | 53    |
|                 | 1857. | 1869. | 1880. | 1890. | 1900. | 1910. | 1921. | 1931. | 1948. | 1953. | 1961. | 1971. | 1981. | 1991. | 2001. | 2011. | 2021. |

## Vanjske poveznice
- Stranice Općine Netretić.